# قطعنامه ۸۸۶ شورای امنیت
قطعنامه  ۸۸۶ شورای امنیت سازمان ملل متحد که در تاریخ ۱۸ نوامبر ۱۹۹۳ تصویب شد، سندی بین‌المللی دربارهٔ سومالی است. این قطعنامه طی نشست ۳۳۱۷ام با ۱۵ رای موافق، ۰ مخالف و ۰ ممتنع تصویب شد.